# Miért kell, hogy elmenj?
A Miért kell, hogy elmenj? című dal képviselte Magyarországot az 1997-es Eurovíziós Dalfesztiválon. A számot a V.I.P. együttes adta elő magyar nyelven.
Az együttes tagjai Rakonczai Viktor, Rakonczai Imre, Rácz Gergő és Józsa Alex voltak.
A dalt Rakonczai Viktor szerezte, a szöveget pedig Bokor Fekete Krisztina írta hozzá. A dal egy ballada a szerelemről, a kilencvenes években népszerű fiúcsapatok stílusában.
A május 3-i döntőben a fellépési sorrendben tizenkilencedikként adták elő, a máltai Debbie Scerri Let Me Fly című dala után, és az orosz Alla Pugachova Primadonna című dala előtt. A szavazás során 39 pontot szerzett, mely Görögországgal holtversenyben a tizenkettedik helyet érte a huszonöt fős mezőnyben.
A következő magyar induló Charlie A holnap már nem lesz szomorú című dala volt az 1998-as Eurovíziós Dalfesztiválon.

## Külső hivatkozások
- A dal szövege
- YouTube videó: A Miért kell, hogy elmenj? című dal előadása a dublini döntőben